# Грег Оуен
Грег Оуен (англ. Greg Owen; народився 19 червня 1981 у м. Нортгемптон, Англія) — британський хокеїст, центральний нападник. 
Виступав за «Нотр-Дам Гаундс» (SJHL), «Брекнелл Біз», «Мілтон-Кейнс Лайтнінг», «Бейзінстоук Байсон», ХК «Бріансон», «Ковентрі Блейз» у Британській елітній хокейній лізі.
У складі національної збірної Великої Британії учасник чемпіонатів світу 2003 (дивізіон I), 2006 (дивізіон I), 2007 (дивізіон I), 2008 (дивізіон I), 2009 (дивізіон I) і 2011 (дивізіон I). У складі молодіжної збірної Великої Британії учасник чемпіонатів світу 2000 (група C) і 2001 (група D2). У складі юніорської збірної Великої Британії учасник чемпіонату світу 1999 (група B).
Чемпіон БЕХЛ (2010). Чемпіон БНЛ (2005).